# Brains (Frankrijk)
Brains is een plaats in Frankrijk in het departement Loire-Atlantique in de regio Pays de la Loire. Brains telde op 1 januari 2022 2.760 inwoners.

## Geografie
De oppervlakte van Brains bedroeg op 1 januari 2022 15,31 vierkante kilometer; de bevolkingsdichtheid was toen 180,3 inwoners per km².

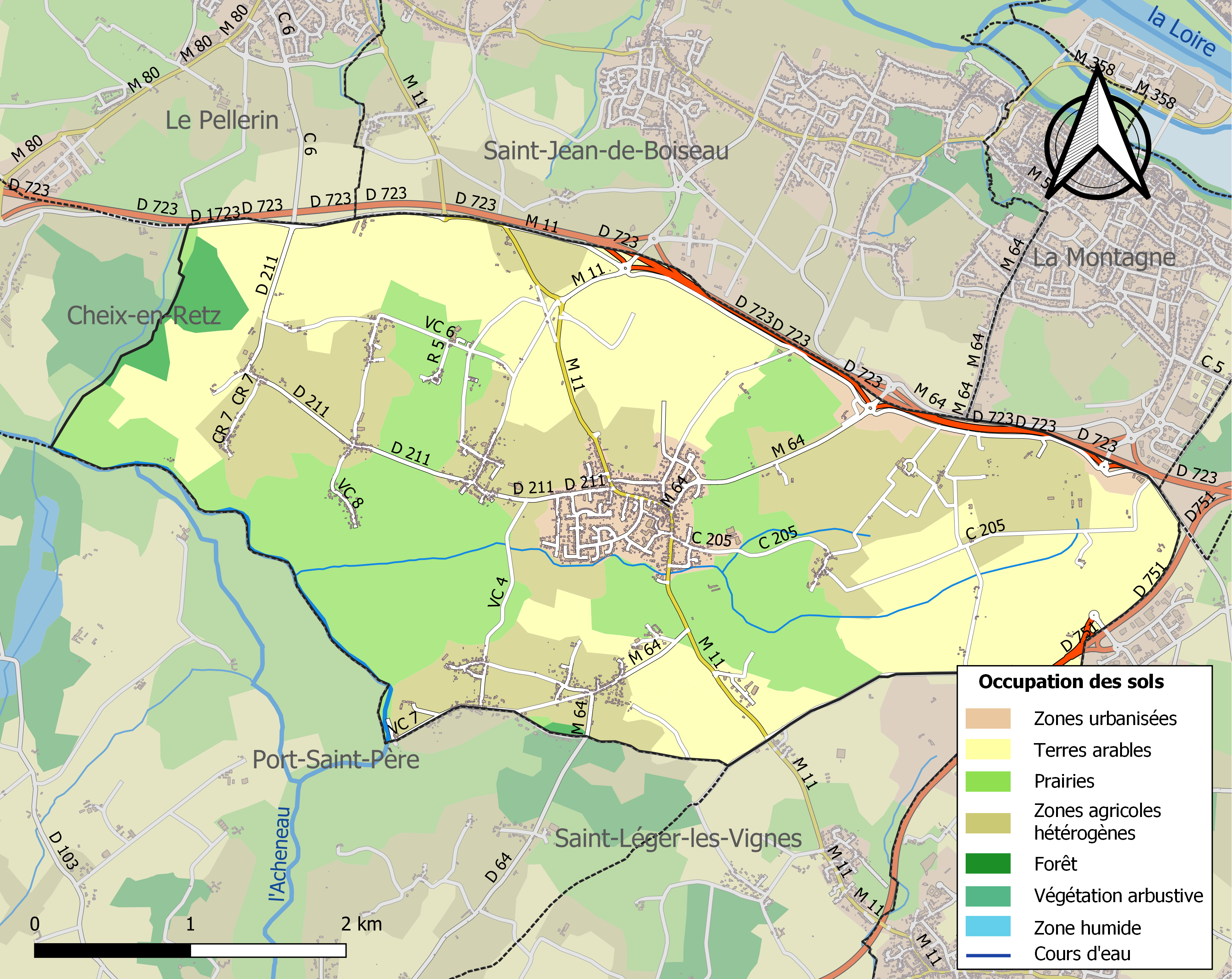
Kaart van de gemeente met de belangrijkste infrastructuur, bodemgebruik en omliggende gemeenten

## Demografie
Onderstaande figuur toont het verloop van het inwonertal (bron: INSEE-tellingen).